# زوندردینست
زوندردینست (آلمانی: Special Services به آلمانی به معنی خدمات ویژه) یک مجموعه تشکیلات شبه‌نطامی وفادار به هیتلر در دولت عمومی در لهستان تحت اشغال آلمان نازی در زمان جنگ جهانی دوم بود.این تشکیلات مشابه نیروهای فولکس‌دویچه زلبست‌شوتز بود که در سال ۱۹۳۹ در لهستان فعالیت داشتند.
زوندردینست در ۶ مه ۱۹۴۰ توسط هانس فرانک فرماندار کل لهستان در کراکوف ایجاد شد.در ابتدا این گروه متشکل از نیروهای آلمانی‌تبار فولکس‌دویچه بود که پیش از شروع جنگ در لهستان زندگی می‌کردند و پس از جنگ به نیروهای آلمانی پیوستند.اما پس از عملیات بارباروسا در ۱۹۴۱ اسیران جنگی روسی آموزش دیده داوطلب نیز به این نیروها اضافه شدند.بسیاری از این افراد حتی آلمانی نیز نمی‌دانستند و باید حرف فرماندهانشان برای آن‌ها ترجمه می‌شد.اداره زوندردینست در آلمان و زیر نظر اروین فون لاهوزن و وسل فرایتاگ فون لورینگهوفن در فرماندهی عالی ورماخت بود.

## پیش‌زمینه

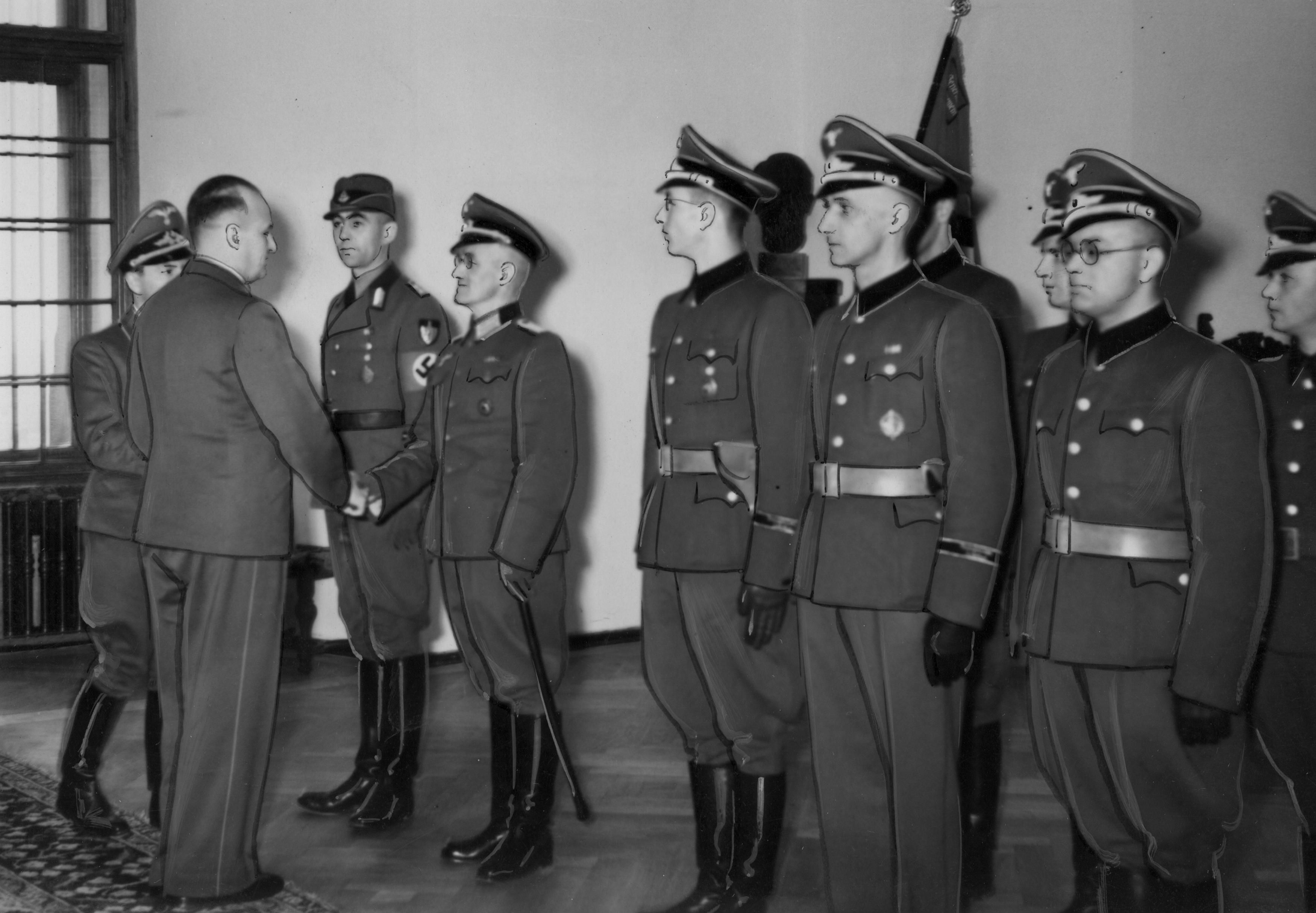
هانس فرانک و رهبران زوندردینست در کراکوف، ۱۹۴۱

جمهوری دوم لهستان تا پیش از جنگ جهانی دوم کشوری چندملیتی بود.تقریباً یک سوم جمعیت لهستان آن زمان غیر لهستانی‌تبار بودند.ترکیب جمعیتی اقلیت‌ها در آن دوران بدین صورت بود:۱۳٬۹ درصد اوکراینیتبار، ۱۰ درصد یهودی‌تبار، ۳٬۱ درصد بلاروسیتبار، ۲٬۳ درصد آلمانیتبار و ۳٬۴ درصد چک‌تبار، لیتوانیاییتبار و روسیتبار.بیشتر اقلیت آلمانی ساکن لهستان در سرزمین‌هایی زندگی می‌کردند که سابقاً بخشی از امپراتوری آلمان محسوب می‌شد.پس از پایان جنگ جهانی اول فشار زیادی بر اقلیت آلمانی وارد شد و آن‌ها با تشکیل سازمان‌هایی مانند حزب جوانان آلمانی در لهستان (JDP) دست به اقدامات خرابکارانه، قاچاق اسلحه و جاسوسی برای آبوهر زدند.با شروع جنگ جهانی دوم و حمله آلمان به لهستان گروهی با عنوان فولکس‌دویچه زلبست‌شوتز به وجود آمد که دست به کشتارهای بسیاری در لهستان زد و فعالیت خود را تا بهار ۱۹۴۰ ادامه داد.

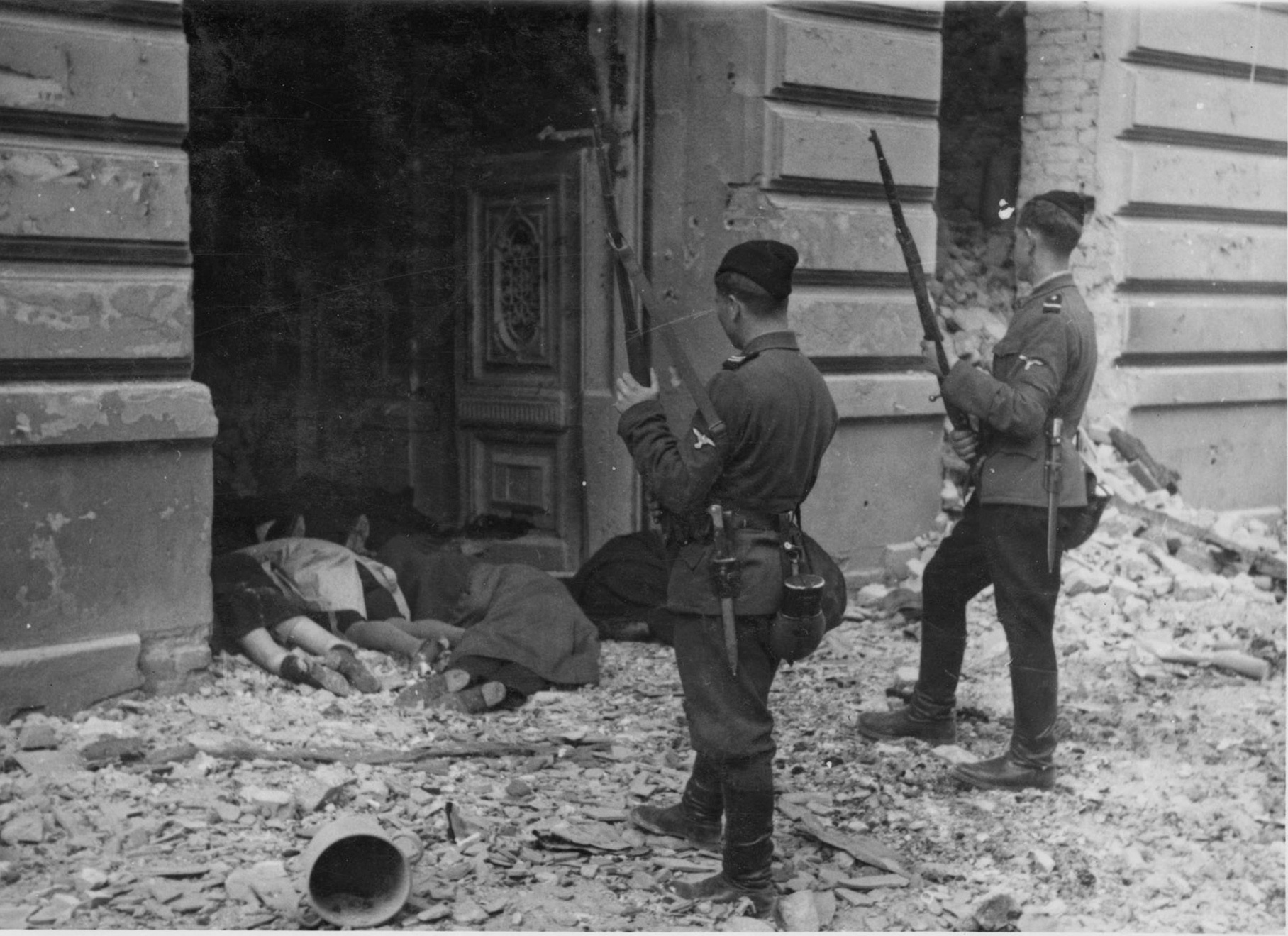
افراد هیوی در ورشو، عکس از گزارش یورگن اشتروپ، ۱۹۴۳

در تابستان ۱۹۴۰ نیروهای زوندردینست و جلادان زلبست‌شوتز به وجود آمدند.افراد این گروه‌ها توسط آلمانی‌های بومی تحت رهبری لودلف یاکوب فون آلفنسلبن آموزش دیدند و بسیاری از آن‌ها عضو گروه‌هایی هم‌چون گشتاپو و اس‌اس شدند.اساس ایجاد زوندردینست بر آن بود که خطر کمک‌رسانی از طرف لهستانی‌های غیر یهودی به یهودیان ساکن در گتوها به شدت احساس می‌شد.بر همین اساس حدود ۳۰٬۰۰۰ لهستانی غیر یهودی به خاطر تلاش برای کمک به یهودیان در گتو مینسک مازویتسکی توسط نازی‌ها کشته شدند.

## عملیات بارباروسا
در حدود ۳٬۰۰۰ نفر در زوندردینست در دولت عمومی خدمت می‌کردند.با شروع عملیات بارباروسا ساکنان آلمانی‌زبان کشورهای اشغال‌شده بسیار مورد توجه نازی‌ها قرار گرفتند.زیرا آن‌ها توانایی برقراری ارتباط با دیگر ساکنان سرزمین‌های اشغال‌شده را داشتند.آموزش این نیروها در اردوگاه کار اجباری تراوینسکی، توسط کارل اشترایبل و تحت نظر اودیلو گلوبوکنیک انجام شد.اشترایبل تا پیش از پایان سال ۱۹۴۴ موفق شده بود ۵٬۰۸۲ نفر را که اکثراً اوکراینی بودند آموزش دهد.این افراد به دو گردان زوندردینست تقسیم شدند.بر طبق شهادت آرپاد ویگاند در دادگاهای پس از جنگ، تنها ۲۵ درصد از آنان آلمانی صحبت می‌کردند.
افراد هیوی (داوطلبان خارجی) که به مردان تراونیکی نیز مشهور بودند در اردوگاه‌های مرگ نازی‌ها نیز خدمت می‌کردند و در کشتارها مشارکت داشتند.پس از جنگ، در حدود هزار نیروی باقی‌مانده از مردان هیوی در آلمان غربی به زندگی خود ادامه دادند و از نظرها محو شدند.